# Stawiszyn (gmina w województwie warszawskim)
Stawiszyn – dawna gmina wiejska istniejąca do 1954 roku w woj. warszawskim. Nazwa gminy pochodzi od wsi Stawiszyn, lecz siedzibą władz gminy był Sławęcin.
W okresie międzywojennym gmina Stawiszyn należała do powiatu sierpeckiego w woj. warszawskim. 1 kwietnia 1929 z gminy Stawiszyn wyłączono miejscowość Siemiątkowo-Kosmy, włączając ją do gminy Gradzanowo, natomiast z gminy Gradzanowo do gminy Stawiszyn przyłączono kolonię Borki.
Po wojnie gmina zachowała przynależność administracyjną. Według stanu z 1 lipca 1952 roku gmina składała się z 16 gromad.
Gminę zniesiono 29 września 1954 roku wraz z reformą wprowadzającą gromady w miejsce gmin. Jednostki nie przywrócono 1 stycznia 1973 roku po reaktywowaniu gmin, a jej dawny obszar wszedł głównie w skład gminy Bieżuń.